# Акасита
Акасита (яп. 赤舌, красный язык) или акадзита — демон-ёкай в японском фольклоре. Описывается как чудовище с когтистыми лапами и волосатым лицом, причём большая часть его тела скрыта в чёрном облаке, держит свою пасть открытой, во рту у него находится огромный язык. Встреча с ним сулила всевозможные беды и неприятности. Дух может быть связан с китайским учением даосизма, которое в Японии трансформировалось в эзотерическое направление Оммёдо с развитой иерархией богов и духов, где Акасита выступал в числе шести духов японского календаря (赤口, «красноротый»). Ассоциировался с сакудзэцу-дзином (赤舌神), который охранял западные ворота Юпитера и сакудзэцу-нити (赤舌日) — днём невезения и поветрий.